# Captain America: Civil War
Captain America: Civil War är en amerikansk superhjältefilm som hade biopremiär i USA den 6 maj 2016, i regi av Anthony och Joe Russo efter ett manus av Christopher Markus och Stephen McFeely. Det är en uppföljare till Captain America: The First Avenger (2011) och Captain America: The Winter Soldier (2014) och den trettonde delen i filmserien Marvel Cinematic Universe. Den fungerar även som en uppföljare till The Avengers (2012) och Avengers: Age of Ultron (2015).
Filmen hade biopremiär i Sverige den 27 april 2016, utgiven av Walt Disney Studios Motion Pictures.

## Handling
I Lagos, Nigeria bevakar Captain America, Scarlet Witch, Black Widow och Falcon några terrorister, som dock lyckas fly med ett biokemiskt vapen. Hjältarna lyckas fånga in dem och vapnet, men när Scarlet Witch försöker stoppa en explosion råkar elva civila dödas, något som plågar både henne och Captain America. 
USA:s utrikesminister sammankallar de kvarvarande Avengersmedlemmarna (Hulken och Thor är frånvarande) och meddelar dem att 117 länder skrivit på det så kallade Sokoviafördraget (uppkallat efter händelserna i Avengers: Age of Ultron utspelade sig). Sokoviafördraget är tänkt att begränsa Avengers frihet för att skydda allmänheten och sätta Avengers under kontrollen av en särskild FN-panel. Tony Stark, som nyligen blivit kontaktad av föräldern till en man som blivit dödad i Sokovia, vill skriva på fördraget, medan Steve Rogers vägrar, eftersom han inte vill styras av politiker. Resten av gänget delas upp efter en hätsk debatt, med Falcon på Rogers sida medan Vision och James Rhodes ställer sig på Starks sida. Wanda Maximoff är osäker.
Diskussionen avbryts dock av beskedet att Peggy Carter avlidit. Under begravningen träffar Rogers åter den CIA-agent som bevakat hans lägenhet, och som visar sig vara Carters syskonbarn. Även hon ansluter sig till Rogers sida. 
I Wien, där Sokoviafördraget ska ratificeras, äger ett attentat rum, som dödar den wakandiske kungen. Enligt övervakningskameror var det Steve Rogers barndomsvän, den numera hjärntvättade supersoldaten Bucky Barnes, som låg bakom attentatet. Rogers är skeptisk och inser att han måste hitta Bucky innan myndigheterna gör det. Bucky, som upptäcker att han blivit ditsatt av någon annan, vill hålla sig undan, men blir räddad av Rogers, strax innan en ny, svartklädd figur, Black Panther, dyker upp. När War Machine dyker upp tillsammans med polisen blir Bucky gripen. Under tiden Bucky utreds av en psykolog försöker Stark än en gång övertyga Rogers om att skriva på Sokoviafördraget, men deras samtal avbryts när det visar sig att Zemo, den person som tagit sig in i rollen som psykolog, använt koden för att aktivera Buckys hjärntvätt än en gång - och för att få reda på var Bucky blivit hjärntvättad. Bucky flyr och det blir nu en fråga om vilken sida som kommer att hitta honom först. Det blir Captain America som lyckas fånga in Bucky och återställa hjärntvätten.
Bägge sidor rekryterar ytterligare krafter: på Captain Americas sida ställer sig den nyligen pensionerade Hawkeye, som fritar Scarlet Witch från Visions skyddstillsyn, och Ant-Man, medan Iron Man lyckas rekrytera tonårspojken Peter Parker som nyligen blivit Spindelmannen, samt Black Panther, som vill hämnas på Bucky för mordet på hans fader. Det hela utmynnar i en kamp mellan de två sidorna på en flygplats i Wien, dit Captain America tagit Bucky för att följa efter Zemo. När Black Widow inser att Captain America inte tänker ge sig, låter hon honom åka med Bucky.
Kampen leder också till att Captain Americas sida blir betraktad som brottslingar och förs till ett undervattensfängelse. Tony Stark inser att han haft fel om Captain America, och lyckas få Falcon att berätta vart de tagit vägen, nämligen till Sibirien, där Bucky hjärntvättades. Stark följer efter paret och lyckas få till en vapenvila. Men Zemos plan är inte att uppväcka de andra supersoldaterna som skapades samtidigt som Bucky, utan att visa Stark vem som mördade hans föräldrar, nämligen en hjärntvättad Bucky. Detta avslöjande leder till en slutlig uppgörelse mellan Iron Man och Captain America och Bucky. Samtidigt visar Black Panther, som följt efter Iron Man, förståelse för Zemo, som förlorat sin familj i attacken mot Sokovia. Captain America lyckas skydda sin vän, men ger på köpet upp sin sköld, som symbol för att han inte längre är en Avenger. Dock meddelar han Stark att han kommer att finnas där när Avengers behöver honom, och fritar Falcon, Hawkeye, Ant-Man och Scarlet Witch från fängelset. Han avslutar med att föra bort Bucky till Wakanda, där Black Panther lovar att husera honom.

## Rollista

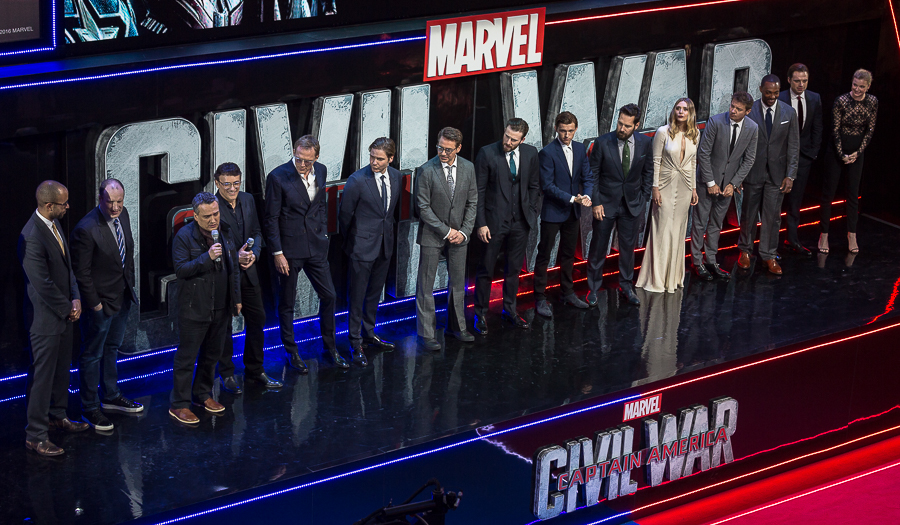
Filmens ensemble vid London premiären. Fr.v. Nate Moore, Kevin Feige, Bröderna Russo, Paul Bettany, Daniel Brühl, Robert Downey Jr., Chris Evans, Tom Holland, Paul Rudd, Elizabeth Olsen, Jeremy Renner, Anthony Mackie, Sebastian Stan och Emily VanCamp.

- Chris Evans – Steve Rogers / Captain America
- Robert Downey, Jr. – Tony Stark / Iron Man
- Scarlett Johansson – Natasha Romanoff / Black Widow
- Sebastian Stan – Bucky Barnes / Winter Soldier
- Anthony Mackie – Sam Wilson / Falcon
- Don Cheadle – James "Rhodey" Rhodes / War Machine
- Jeremy Renner – Clint Barton / Hawkeye
- Chadwick Boseman – T'Challa / Black Panther
- Paul Bettany – Vision
- Elizabeth Olsen – Wanda Maximoff / Scarlet Witch
- Paul Rudd – Scott Lang / Ant-Man
- Emily VanCamp – Sharon Carter
- Tom Holland – Peter Parker / Spider-Man
- Daniel Brühl – Baron Helmut Zemo
- Frank Grillo – Brock Rumlow / Crossbones
- William Hurt – Thaddeus "Thunderbolt" Ross, utrikesminister
- Martin Freeman – Everett K. Ross
- Marisa Tomei – Faster May Parker
- John Kani – Kung T'Chaka
- John Slattery – Howard Stark
- Hope Davis – Maria Stark
- Alfre Woodard – Miriam Sharpe
- Jim Rash – M.I.T. Liaison
- Kerry Condon – F.R.I.D.A.Y. (röst)
- Stan Lee – Fedex-chaufför (cameo)

## Om filmen
Inspelningen påbörjades i slutet av april 2015 efter premiären av Avengers: Age of Ultron. Filmen introducerar superhjältarna Spider-Man och Black Panther som får sina egna solofilmer år 2017 och 2018.

### Fotnoter
1. ↑  Jr, Mike Fleming (28 mars 2017). ”No. 8 ‘Captain America: Civil War’ Box Office Profits – 2016 Most Valuable Movie Blockbuster Tournament” (på amerikansk engelska). Deadline. https://deadline.com/2017/03/captain-america-civil-war-box-office-profit-2016-1202053411/. Läst 14 januari 2023.
2. ↑  ”2016 Feature Film Study” (PDF). FilmL.A. Inc. sid. 23. https://www.filmla.com/wp-content/uploads/2017/05/2016_film_study_WEB.pdf. Läst 14 januari 2023.
3. ↑  ”Captain America: Civil War”. Box Office Mojo. https://www.boxofficemojo.com/title/tt3498820/. Läst 14 januari 2023.
4. ↑  ”Captain America: Civil War”. Svensk filmdatabas. 6 maj 2016. http://www.sfi.se/sv/svensk-filmdatabas/Item/?itemid=82975&type=MOVIE&iv=Basic. Läst 2 oktober 2016.
5. ↑  ”Captain America: Civil War (2016)”. MovieZine. https://www.moviezine.se/movies/captain-america-civil-war. Läst 14 januari 2023.